# 무지개다리 (애완동물)

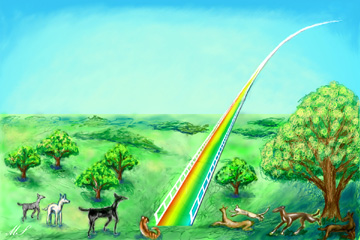
무지개다리와 초원

무지개다리(영어: Rainbow Bridge)는 키우던 반려동물이 죽으면 간다고 하는 비유적인 장소 혹은 신화적인 장소이다.
무지개다리는 저자 미상의 산문시의 주제로 다루어지고 있기에 유명하다. 작품은 1980년대와 1990년대에에 만들어졌다고 알려져 있지만 정확한 시기는 불분명하다. 이 구절이나 문장은 반려동물을 잃은 동물 애호가 사이에서 널리 알려지게 되었다.
죽은 반려동물이 주인을 기다리는 이 같은 장소에 대해 전해져 오고 있는 종교는 존재하지 않는다. 노르드 신화(북유럽 신화)에 거론되는 비프로스트 다리가 신의 나라와 인간 세계를 연결하는 다리이지만, 반려동물이 생전에 주인을 기다리는 장소는 아니다. 그러나 세상을 넘어 세계로 영혼을 인도하는 장소로는 유사성이 있다.

## 같이 보기
- 펫로스 증후군